# 鄭雁雄
鄭雁雄（1963年8月25日—），汉族，广东汕头人，中国共产党党员，中华人民共和国政治人物，第十四屆全國人大代表，广州中医学院中医医疗专业医学学士学位畢業，現任全國人大教育科學文化衛生委員會副主任委員。历任广东省汕尾市人民政府市長、中共汕尾市委书记、中共广东省委常委兼秘书长、中央驻港国安公署署长。曾任中共中央港澳工作办公室（国务院港澳事务办公室）副主任，中共中央香港工委书记兼香港中聯辦主任、香港国安委国家安全事务顾问。

## 生平
1963年8月，郑雁雄出生在广东省潮阳县（今广东省汕头市潮南区井都镇），1979年9月，考上广州中医学院，主修中医医疗科，并于1984年7月自该校毕业，获医学学士学位，毕业后，他留校任教，出任学校思想政治辅导员，1986年5月升任广州中医学院团委副书记，并于同年加入中国共产党。1990年5月，任广州中医学院团委书记（副处级）、党委学生工作部副部长（主持工作）。
1992年9月，调任共青团广东省委青年工作部部长。1993年12月，任共青团广东省委常委、城乡部部长。1995年，获中山大學岭南学院世界经济专业在职研究生学历、硕士学位。1998年3月，任人民日报社华南分社副秘书长。1998年12月，升任人民日报社华南分社秘书长，晋升副厅级。2002年1月，调任中共广东省委政策研究室副主任。
2005年1月，任中共汕尾市委副书记、中共汕尾市政法委書記、汕尾市纪委书记。2009年1月11日，任汕尾市人民政府市长。2011年8月，任中共汕尾市委书记。鄭氏任汕尾市市委書記期間，曾主持解决乌坎村事件。
2013年7月，调离汕尾，回到广州出任中共广东省委宣传部常务副部长。2018年5月 任中共广东省委常务副秘书长、省委政研室主任。2018年10月，任中共广东省委秘书长、省委政策研究室主任。2019年1月29日，升任中共广东省委委员、常委。

### 转任香港
2020年7月3日，获國務院任命爲首任中央人民政府驻香港特别行政区维护国家安全公署署長。同年8月7日，美国财政部以郑氏破坏香港自治为由，依据《香港自治法》实施制裁，禁止其入境美国。
2023年1月，中华人民共和国国务院免去其中央人民政府驻香港特别行政区维护国家安全公署署长的职务，郑氏随即接替駱惠寧任中联办主任，同时兼任港區國安委国家安全事务顾问。2023年7月，担任中共中央港澳工作办公室副主任、国务院港澳事务办公室副主任，至2025年5月卸任。
2025年5月30日，國務院免去鄭雁雄的香港中聯辦主任、國務院港澳辦副主任、香港特別行政區維護國家安全委員會國家安全事務顧問職務，改為任命周霽為中聯辦主任。

### 退居二線
2025年6月27日，十四屆全國人大常委會第十六次會議經表決，任命鄭雁雄為全國人大教育科學文化衞生委員會副主任委員。

## 爭議

### 乌坎事件
2011年，鄭雁雄任職汕尾市市長兼市委書記期間處理烏坎村事件時，批評村民找外國傳媒出頭，並指「境外的媒體信得過，母豬都會上樹」、“像这样负责任的政府你不指望，你指望国外几个烂媒体！烂报纸！烂网站！好坏都颠倒了”、“找几个记者来炒一炒，外面说得越难听，我越高兴。我麻烦了，到时候我的上级一急，把我撤了，把我给撤了又有甚么好处？再派一个市委书记来，也不见得比郑雁雄好多少”，相關言論被媒体报道后引起中國大陸境内外媒體不滿。
郑雁雄痛骂外媒的话引起广泛议论，但讲话全文在12月22日曝光后，网上舆情有所逆转，有观点认为他是惨遭媒体「断章取义」。之后，《南方都市报》记者王星承认那几幅广泛流传并成为唾弃标靶的讲话画面实在是“断章取义”并决定为其在不了解讲话全文时所做的批评郑雁雄的打油诗道歉。